# Novo Selo Okićko
Novo Selo Okićko – wieś w Chorwacji, w żupanii zagrzebskiej, w gminie Klinča Sela. W 2011 roku liczyła 110 mieszkańców.